# Trell Kimmons
Trell Kimmons, född den 13 juli 1985 i Coldwater, Mississippi, är en amerikansk friidrottare inom kortdistanslöpning.
Han ingick i USA:s lag som tog OS-silver på 4 x 100 meter stafett vid friidrottstävlingarna 2012 i London. 